# Национална језерска обала Осликане стене
Национална језерска обала Осликане стене (енгл. Pictured Rocks National Lakeshore) је национална језерска обала САД, која се налази на јужној обали Горњег језера на Горњем полуострву савезне државе Мичиген у Сједињеним Америчким Државама. Пружа се дуж 67 km обале и покрива 296 km². Парк пружа спектакуларне пејзаже дуж брдовите обале између Мјунисинга и Гранд Мареја у Мичигену, са природним луковима, водопадима и пешчаним динама.
Име Осликаних стена потиче од 24 km дугих разнобојних литица од пешчаника североисточно од Мјунисинга. Литице се дижу до 60 m изнад нивоа језера и природно су обликоване у плитке пећине, лукове, формације које подсећају на торете замкова или људске профиле, између осталог. Надомак Мјунисинга посетиоци могу видети и острво Гранд Ајланд, чији највећи део припада Националној рекреационој области Гранд ајланд, делу Националне шуме Хијавата, и заштићено је одвојено.
Конгрес САД је 1966. прогласио Осликане стене првом званичном националном језерском обалом у САД. Обала, којом управља Служба националних паркова САД (енгл. National Park Service), је у мају 2006. имала 22 запослена НПС и 2005. је примила 476.888 посетилаца.

## Приступ
Мјунисингу, на западном крају Осликаних стена, се може прићи државним путевима M-28 и M-94; Грнад Мареју, на источном крају, државним путем M-77.
Асфалтирани путеви донекле пролазе унутар Националне обале са оба краја. Посетиоци који желе да возе са једног на други крај Националне обале морају возити по окружном путу H-58. Путеви прилазе близу саме обалске линије надомак Рударског замка, Плаже дванаест миља, и Дина Гранд Сејбл. Остатак обале се са земље може видети само пешице. Дуж обале пролази деоница од 67 km националне пешачке Стазе северне земље.
Камповање је дозвољено само у означеним областима, и строго га регулишу ренџери Националне парковске службе.
Од зимских спортова се практикују крос-кантри скијање, ходање у снежним ципелама, вожња снегомобилом, и пецање по леду.

## Историјат
Иако Осликане стене леже поред делова Горњег језера који су богати рибом, литице од пешчаника су опасне за кануе и друге остворене бродове који пролазе крај обале. Пјер Еспри Радисон, трговац крзном, учинио је овај опасни пролаз 1658. и забележио да су његови пратиоци Изворни Американци жртвовали извесну количину дувана локалном духу литица.
Током ере романтизма 1800-их, низ америчких писаца описивао је своје осећања при вишењу Осликаних стена. Хенри Роу Скулкрафт је писао 1820. о „једном од најузвишенијих и заповедајућих погледа у природи“. Још 1850, предузетници су планирали и почели градњу туристичког одмаралишта, Гранд Ајланд Ситија, поред Осликаних стена надомак места где се данас налази Мјунисинг.
Када се ера сече дрвећа завршила око 1910, многи плацеви земље који чине данашњу Националну језерску обалу Осликане стене су поново припали савезној држави Мичиген због неплаћених пореза на имовину. У жељи за савезном помоћи и признањем, Мичиген је сарађивао са савезном владом у поновном развоју области. У октобру 1966, Конгрес САД је изгласао, а затим председник Линдон Џонсон потписао, закон којим је овлашћено оснивање Националне језерске обале Осликане стене на Горњем полуострву Мичигена, између Мјунисинга и Гранд Мареја, „... како би се сачувао, за добробит, инспирацију, образовање, рекреативну употребу, и уживање јавности, значајан део нестајуће обале Сједињених Држава и њене сродне географске и научне особености“.
30. марта 2009 је ступио на снагу закон којим је 47,5 km² Осликаних стена заштићено као Дивљина Дабровог басена.

## Места од интереса
Од запада (Мјунисинг) ка истоку (Гранд Мареј):
- Мјунисиншки водопади и интерпретативни центар
- Сенд поинт – седиште Националне обале
- Рударски замак – камена формација, Рударски водопади, пут до видиковца
  - значајно измењен већим одроном 13. априла 2006.
- Рударски водопаси, интерпретативна стаза
- Гранд Портал поинт – камене формације
- Комарчеви водопади
- Комарчева река
- Капелина стена
- Капелини водопади
- Плажа дванаест миља
- Бродске олупине
- Шума беле брезе
- Рт О Сејбл – Светионик О Сејбл
- Клизиште балвана
- Дине Гранд Сејбл
- Сејбл водопади и интерпретативни центар

### Дине Гранд Сејбл
Дине Гранд Сејбл, на источном крају Обале, су формација „насађених дина“, дина песка који стоји поврх литица. Песак који се таложио на обалу дејством таласа су затим преовлађујући северни ветрови наносили на литице док се није зауставио на врху глацијалне морене. Дине Гранд Сејбл данас чине пешчану косину која се издиже из Горњег језера под углом од 35°. Врхови највиших дина достижу дисину од 85 m изнад нивоа језера.